# Кроснор (Северна Каролина)
Кроснор (енгл. Crossnore) град је у америчкој савезној држави Северна Каролина.

## Демографија
По попису из 2010. године број становника је 192, што је 50 (-20,7%) становника мање него 2000. године.
| Група             | 2000.       | 2010.       |
| Белци             | 226 (93,4%) | 160 (83,3%) |
| Афроамериканци    | 1 (0,4%)    | 18 (9,4%)   |
| Азијати           | 0 (0,0%)    | 2 (1,0%)    |
| Хиспаноамериканци | 11 (4,5%)   | 8 (4,2%)    |
| Укупно            | 242         | 192         |